# Friedrich Wilhelm von Schütz
Friedrich Wilhelm von Schütz ( 25 de abril de 1758, Erdmannsdorf, Chemnitz - 9 de marzo de 1834, Zerbst) fue filósofo y escritor de opinión alemán.

## Vida
Su fecha de nacimiento se refleja de forma incorrecta desde el año 1884 en algunas fuentes. Sin embargo, según su partida de nacimiento indica que Friedrich Wilhelm von Schütz nació en 1758.
Cursó los estudios de Derecho desde 1777 hasta 1779 en Leipzig. Más tarde trabajaría como escritor.
En sus obras defendió la emancipación del pueblo judío (en su obra Apologie Nathan den Weisen betreffend (1781) y en Leben und Meinungen Moses Mendelssohn (1787)). Con el paso del tiempo se situó en corrientes próximas a la Masonería, y fue miembro de la orden de los Iluminados de Baviera.
En 1787 se desplazó hasta Altona/Elba, que en esa época pertenecía a Dinamarca. Allí se dedicó a terminar su libro Archiv der Schwärmerei und Aufklärung.
En 1789, con el estallido de la Revolución Francesa se valió de sus escritos para difundir sus ideas. Pronto comienza a tener problemas por mostrar sus opiniones y en julio de 1792 se ve obligado a huir de Hamburgo, en Baja Sajonia, a Prusia para escapar de la persecución que el gobierno francés llevó a cabo contra él desde el mes de noviembre.
Después de la derrota de las tropas revolucionarias francesas, fue deportado a Hamburgo, estableciéndose como un ciudadano privado cerca de la ciudad.
De 1796 a 1797 reeditó dos de sus obras más conocidas: Neues Archiv der Schwärmerei und Aufklärung y Neuer Niedersächsischer Merkur.
Más tarde, con la ascensión de Napoleón Bonaparte, se concentró en la Masonería. Se trasladó en 1819 a Zerbst, allí redactó escritos masónicos que fueron publicados en marzo de 1834, pocos días después de su muerte.

## Obras
- Apologie Nathan den Weisen betreffend, 1781
- Leben und Meinungen Moses Mendelssohn, 1787
- Archiv der Schwärmerei und Aufklärung
- Niedersächsischer Merkur, 1792
- Neues Archiv der Schwärmerei und Aufklärung, 1796-1797
- Neuer Niedersächsischer Merkur, 1796-1797
- C. F. Sintenis Leben und Wirken, als Mensch, Schriftsteller und Kanzelredner. Eine biographische Skizze mit Hinsicht auf mehrere seiner Schriften / publicado por F. W. von Schütz. Zerbst: Adolph Friedrich von Schütz, 1820